# IU CONCERT: The Golden Hour
『IU CONCERT: The Golden Hour』（アイユー コンサート: ザ ゴールデン ハワー）は、韓国の女性歌手IUが2022年9月17日と9月18日にソウル蚕室オリンピック主競技場で開催した単独公演である。

## 概要
新型コロナウイルス感染症大流行により、2019年のコンサートツアー<Love, Poem>以後3年ぶりに開催され、2016年の<24STEPS>以後6年ぶりの単独公演である。
IUは同公演で、ソウル蚕室オリンピック主競技場で公演した最初の韓国女性歌手となった。また、2日間で計8万8千人余りの観客を動員し、韓国女性歌手の中で歴代最大規模の公演記録も更新した。

## 映像作品
『2022 IU Concert [The Golden Hour: Under the Orange Sun]』（2022 アイユー コンサート[ザ ゴールデン ハワー: アンダー ザ オレンジ サン]）は、2022年9月17日と9月18日にソウル・蚕室オリンピック主競技場で開催されたIUの単独公演を収録した映像作品。2023年8月11日にEDAMエンターテインメントよりDVDとBlu-Rayが発売された。

### 収録内容
DISC1
1. 에잇 (eight)
2. Celebrity
3. 이 지금 (dlwrlma)
4. 하루 끝 (一日の終わり)
5. 너의 의미 (Meaning of You)
6. 금요일에 만나요 (金曜日に会いましょう)
7. Palette
8. Strawberry moon
9. 내 손을 잡아 (私の手を握って)
10. Blueming
11. 어젯밤 이야기 (Last Night Story)
12. 좋은 날 (Good Day)
13. 라일락 (LILAC)

DISC2
1. 무릎 (Knee)
2. 겨울잠 (Winter Sleep)
3. 나만 몰랐던 이야기 (私だけ知らなかった話)
4. 밤편지 (夜の手紙)
5. 시간의 바깥 (Above the Time)
6. 너랑 나 (You & I)
7. Love poem
8. 아이와 나의 바다 (My Sea)
9. 어푸 (Ah puh)
10. 마음 (Heart)
11. 드라마 (Drama)
12. 에필로그 (Epilogue)

## 映画
『IU CONCERT: The Golden Hour』（アイユー コンサート: ザ ゴールデン ハワー）は、2022年9月17日と9月18日にソウル蚕室オリンピック主競技場で開催された公演の模様をシネマティック・カットしたIU初のコンサート実況映画である。2023年9月13日より韓国で公開された。
韓国内のコンサート実況映画としては初めてIMAXで上映され、公開週の特別上映およびIMAX上映などのチケットを相次いで完売させ、CGVムービーチャート前売り券1位、全体ボックスオフィス前売りチケットでも1位を席巻。
一部劇場では応援棒上映会が行われた。10月13日には、韓国の映画館にてIU登壇による舞台挨拶が行われた。
2023年9月28日より米国、日本、ドイツ、英国、オーストラリア、メキシコなど38カ国・地域の劇場で公開。
日本ではヒューマントラストシネマ渋谷とシネ・リーブル池袋にて15日間限定公開され、その他の地域では10月12日に限定公開された。
10月12日の特別上映では、劇場を追加してほしいという日本ファンの要望が多く寄せられ、全国30劇場でIUファンが集まり、地方でも満席が出るような大盛況のうちに上映を終えた。
日本側の配給会社カルチャヴィルは、本作の権利会社及びIU側へ日本のファンの熱さを伝えたところ、日本上映の権利が11月12日まで延長となり、緊急で追加公開が決定した。
10月20日から再び公開となり、全国で59館での上映が決定。緊急で再び上映してくれる劇場が続々と手をあげ、地方では公開できなかった地域の劇場での上映も決まった。
また「通常のコンサートのような上映にしたい」というIU側からの要望があり、日本では応援上映のような形式での上映となった。